# Marianków (Miłków)
Marianków – część wsi Miłków w Polsce, położona w województwie świętokrzyskim, w powiecie ostrowieckim, w gminie Bodzechów.
W latach 1975–1998 Marianków administracyjnie należał do województwa kieleckiego.